# Liste des intercommunalités des Côtes-d'Armor
Au 1er janvier 2023, le département des Côtes-d'Armor compte 8 établissements publics de coopération intercommunale à fiscalité propre dont le siège est dans le département (cinq communautés d'agglomération et trois communautés de communes). Par ailleurs 7 communes appartiennent à trois intercommunalités dont le siège est situé hors département.

## Carte
| | Liste des pays et des intercommunalités |
| Pays de Trégor Goëlo - Lannion-Trégor Communauté (ca) Pays de Guingamp - Guingamp-Paimpol Agglomération - Leff Armor Communauté (cc) Pays de Saint-Brieuc - Saint-Brieuc Armor Agglomération - Lamballe Terre et Mer (ca) Pays de Dinan - Dinan Agglomération Pays de Saint-Malo (Côtes-d'Armor et Ille-et-Vilaine) - Communauté de communes Côte d'Émeraude (six communes en Ille-et-Vilaine et deux dans les Côtes-d'Armor) | Pays Centre Ouest Bretagne (Côtes-d'Armor, Finistère et Morbihan) - Communauté de communes du Kreiz-Breizh - Poher communauté (cc) (sept communes dans le Finistère et quatre dans les Côtes-d'Armor) Pays du Centre-Bretagne - Loudéac Communauté − Bretagne Centre (cc) Pays de Pontivy (Côtes-d'Armor et Morbihan) - Pontivy Communauté (cc) (vingt-quatre communes dans le Morbihan et une dans les Côtes-d'Armor) |

## Liste des intercommunalités à fiscalité propre
| Forme juridique                                           | Nom                                  | no SIREN  | Date de création | Nombre de communes                 | Population (der. pop. légale) | Superficie (km2) | Densité (hab./km2) | Siège                        | Président           |
| --------------------------------------------------------- | ------------------------------------ | --------- | ---------------- | ---------------------------------- | ----------------------------- | ---------------- | ------------------ | ---------------------------- | ------------------- |
| Communauté d'agglomération                                | Saint-Brieuc Armor Agglomération     | 200069409 | 1er janvier 2017 | 32                                 | 153 321 (2021)                | 600,70           | 255                | Saint-Brieuc                 | Ronan Kerdraon      |
| Communauté d'agglomération                                | Lannion-Trégor Communauté            | 200065928 | 1er janvier 2017 | 57                                 | 100 259 (2021)                | 904,40           | 111                | Lannion                      | Joël Le Jeune       |
| Communauté d'agglomération                                | Dinan Agglomération                  | 200068989 | 1er janvier 2017 | 64                                 | 104 442 (2022)                | 974,10           | 107                | Dinan                        | Arnaud Lécuyer      |
| Communauté d'agglomération                                | Guingamp-Paimpol Agglomération       | 200067981 | 1er janvier 2017 | 57                                 | 73 567 (2021)                 | 1 107,70         | 66                 | Guingamp                     | Vincent Le Meaux    |
| Communauté d'agglomération                                | Lamballe Terre et Mer                | 200069391 | 1er janvier 2017 | 38                                 | 68 589 (2021)                 | 912,90           | 75                 | Lamballe                     | Thierry Andrieux    |
| Communauté de communes                                    | Loudéac Communauté - Bretagne Centre | 200067460 | 1er janvier 2017 | 38                                 | 51 811 (2022)                 | 1 168,40         | 44                 | Loudéac                      | Xavier Hamon        |
| Communauté de communes                                    | Leff Armor Communauté                | 200069086 | 1er janvier 2017 | 27                                 | 31 782 (2021)                 | 428,80           | 74                 | Lanvollon                    | Jean-Michel Geffroy |
| Communauté de communes                                    | CC du Kreiz-Breizh                   | 242200715 | 30 décembre 1993 | 23                                 | 18 292 (2021)                 | 699,0            | 26                 | Rostrenen                    | Sandra Le Nouvel    |
| Intercommunalité dont le siège est situé hors département |                                      |           |                  |                                    |                               |                  |                    |                              |                     |
| Communauté de communes                                    | Poher communauté                     | 242900744 | 18 décembre 2009 | 11 (dont 4 dans les Côtes-d'Armor) | 15 357 (2021)                 | 301,20           | 51                 | Carhaix-Plouguer (Finistère) | Christian Troadec   |
| Communauté de communes                                    | CC Côte d'Émeraude                   | 243500725 | 10 octobre 1996  | 8 (dont 2 dans les Côtes-d'Armor)  | 28 243 (2021)                 | 73,70            | 383                | Pleurtuit (Ille-et-Vilaine)  | Pascal Guichard     |
| Communauté de communes                                    | Pontivy Communauté                   | 245614433 | 16 novembre 2000 | 24 (dont 1 dans les Côtes-d'Armor) | 46 189 (2021)                 | 719,0            | 64                 | Pontivy (Morbihan)           | Bernard Le Breton   |

## Historique

### 2013
Avec la mise en application de la réforme des collectivités territoriales et du schéma départemental de coopération intercommunale des Côtes-d'Armor, le nombre d’EPCI évolue :
- Création de la Communauté de communes du Haut-Trégor le 1er janvier 2013 à la suite de la fusion de :
  - Communauté de communes du Pays Rochois
  - Communauté de communes des Trois Rivières

- Création de la Communauté de communes Plancoët-Plélan le 1er janvier 2013 à la suite de la fusion de :
  - la Communauté de communes de Plancoët Val d'Arguenon
  - la Communauté de communes du Pays de Plélan

### 2014
- Création de Dinan communauté le 1er janvier 2014 à la suite de la fusion de :
  - la Communauté de communes de Dinan
  - la Communauté de communes du Pays d'Évran

- Création de Lannion-Trégor Communauté le 1er janvier 2014 à la suite de la fusion de :
  - Lannion Trégor Agglomération
  - la Communauté de communes de Beg ar C'hra
  - la commune de Perros-Guirec

- Suppression de la Communauté de communes Guerlédan Mûr-de-Bretagne le 1er janvier 2014 à la suite de l'intégration :
  - des communes de Mûr-de-Bretagne et de Saint-Connec dans Pontivy Communauté (intercommunalité située dans le Morbihan)
  - des communes de Caurel, de Saint-Gilles-Vieux-Marché et de Saint-Guen dans la CIDERAL

- Agrandissement de la Communauté intercommunale pour le développement de la région et des agglomérations de Loudéac à la suite de l'intégration :
  - de la Communauté de communes du Pays de Corlay
  - de la Communauté de communes du Pays d'Uzel-près-l'Oust
  - des communes de Caurel, de Saint-Gilles-Vieux-Marché et de Saint-Guen (précédemment dans la Communauté de communes Guerlédan Mûr-de-Bretagne)
  - de la commune de Langast (précédemment dans la Communauté de communes du Pays de Moncontour)

- Agrandissement de la Communauté de communes du Centre Trégor à la suite de l'intégration de Mantallot

### 2015
- Agrandissement de Lannion-Trégor Communauté le 1er janvier 2015 à la suite de l'intégration de la communauté de communes du Centre Trégor
- Les communes de Plévin, de Tréogan et de Treffrin quittent la communauté de communes du Kreiz-Breizh pour rejoindre Poher communauté[12].

### 2016
- La communauté de communes du Mené disparaît à la suite de la création, au 1er janvier 2016, de la commune nouvelle du Mené[13].

### 2017
- Création de Guingamp Paimpol Armor Argoat Agglomération  le 1er janvier 2017 à la suite de la fusion de :
  - la Communauté de communes Callac - Argoat
  - la Communauté de communes Paimpol-Goëlo
  - la Communauté de communes du Pays de Bégard
  - la Communauté de communes du Pays de Belle-Isle-en-Terre
  - la Communauté de communes du Pays de Bourbriac
  - Guingamp Communauté
  - Pontrieux Communauté

- Création de Lamballe Terre et Mer le 1er janvier 2017[14] à la suite de la fusion de :
  - la Communauté de communes Arguenon - Hunaudaye
  - la Communauté de communes de la Côte de Penthièvre
  - Lamballe Communauté
  - 6 des 9 communes de la Communauté de communes du Pays de Du Guesclin (Éréac, Lanrelas, Rouillac, Sévignac, Trédias et Trémeur)
  - 2 des 9 communes de la Communauté de communes du Pays de Matignon (Hénanbihen et Saint-Denoual)
  - 5 des 6 communes de la Communauté de communes du Pays de Moncontour (Hénon, Moncontour, Plémy, Quessoy et Trédaniel)

- Création de Leff Armor Communauté le 1er janvier 2017[15] à la suite de la fusion de :
  - la Communauté de communes Lanvollon - Plouha
  - Le Leff communauté

- Création de Saint-Brieuc Armor Agglomération le 1er janvier 2017[16] à la suite de la fusion de :
  - la Communauté de communes Centre Armor Puissance 4
  - la Communauté de communes du Sud Goëlo
  - Quintin Communauté
  - Saint-Brieuc Agglomération
  - 1 des 6 communes de la Communauté de communes du Pays de Moncontour (Saint-Carreuc)

- Extension de Lannion-Trégor Communauté le 1er janvier 2017 à la suite de la fusion avec :
  - la Communauté de communes du Haut-Trégor
  - la Communauté de communes de la Presqu'île de Lézardrieux

- Création de Dinan Agglomération le 1er janvier 2017[17] à la suite de la fusion de :
  - la Communauté de communes Plancoët-Plélan
  - la Communauté de communes du Pays de Caulnes
  - Dinan communauté
  - 3 des 9 communes de la Communauté de communes du Pays du Guesclin (Broons, Mégrit et Yvignac-la-Tour)
  - 7 des 9 communes de la Communauté de communes du Pays de Matignon (Matignon, Fréhel, Pléboulle, Plévenon, Ruca, Saint-Cast-le-Guildo, Saint-Pôtan)
  - 3 des 4 communes de la Communauté de communes Rance - Frémur (Langrolay-sur-Rance, Pleslin-Trigavou, Plouër-sur-Rance)

- Création de Loudéac Communauté − Bretagne Centre le 1er janvier 2017 à la suite de la fusion de :
  - la CIDERAL
  - la Communauté de communes Hardouinais Mené
  - la commune isolée du Mené
  - 1 des 26 communes de Pontivy Communauté (Mûr-de-Bretagne)

- Agrandissement de la Communauté de communes Côte d'Émeraude à la suite de l'intégration de Tréméreuc (précédemment dans la Communauté de communes Rance - Frémur).

### 2019
- Le 1er janvier 2019, Lamballe Terre et Mer devient une communauté d'agglomération.

### 2023
- Le 1er janvier 2023, la commune de Beaussais-sur-Mer quitte la CC Côte d'Émeraude pour rejoindre Dinan Agglomération[18].